# Ra (kana)
Ra (romanização do hiragana ら ou katakana ラ) é um dos kana japoneses que representam um mora. No sistema moderno da ordem alfabética japonesa (Gojūon), ele ocupa a 39.ª posição do alfabeto, entre Yo e Ri.
| Forma                   | Romaji      | Hiragana        | Katakana        |
| ----------------------- | ----------- | --------------- | --------------- |
| Normal r- (ら行 ra-gyō) | ra          | ら              | ラ              |
| Normal r- (ら行 ra-gyō) | raa rā, rah | らあ, らぁ らー | ラア, ラァ ラー |

## Formas alternativas
No Braile japonês, ら ou ラ são representados como:
| ●  | － |
| ●  | － |
| － | － |

O Código Morse para ら ou ラ é: ・・・

## Traços

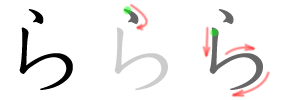
Seqüência de traços para escrita do ら

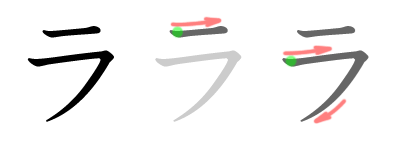
Seqüência de traços para escrita do ラ